# Zürcher Kunstgesellschaft
Die Zürcher Kunstgesellschaft ist der Trägerverein des Kunsthauses Zürich. Sie ging im Sommer 1896 aus der Fusion der Künstlergesellschaft und des Vereins Künstlerhaus hervor. Ab Eröffnung der Kunsthauserweiterung unterstützt die Stadt Zürich den Verein mit einem Betriebsbeitrag von jährlich 13,3 Millionen Schweizer Franken.

## Entstehung

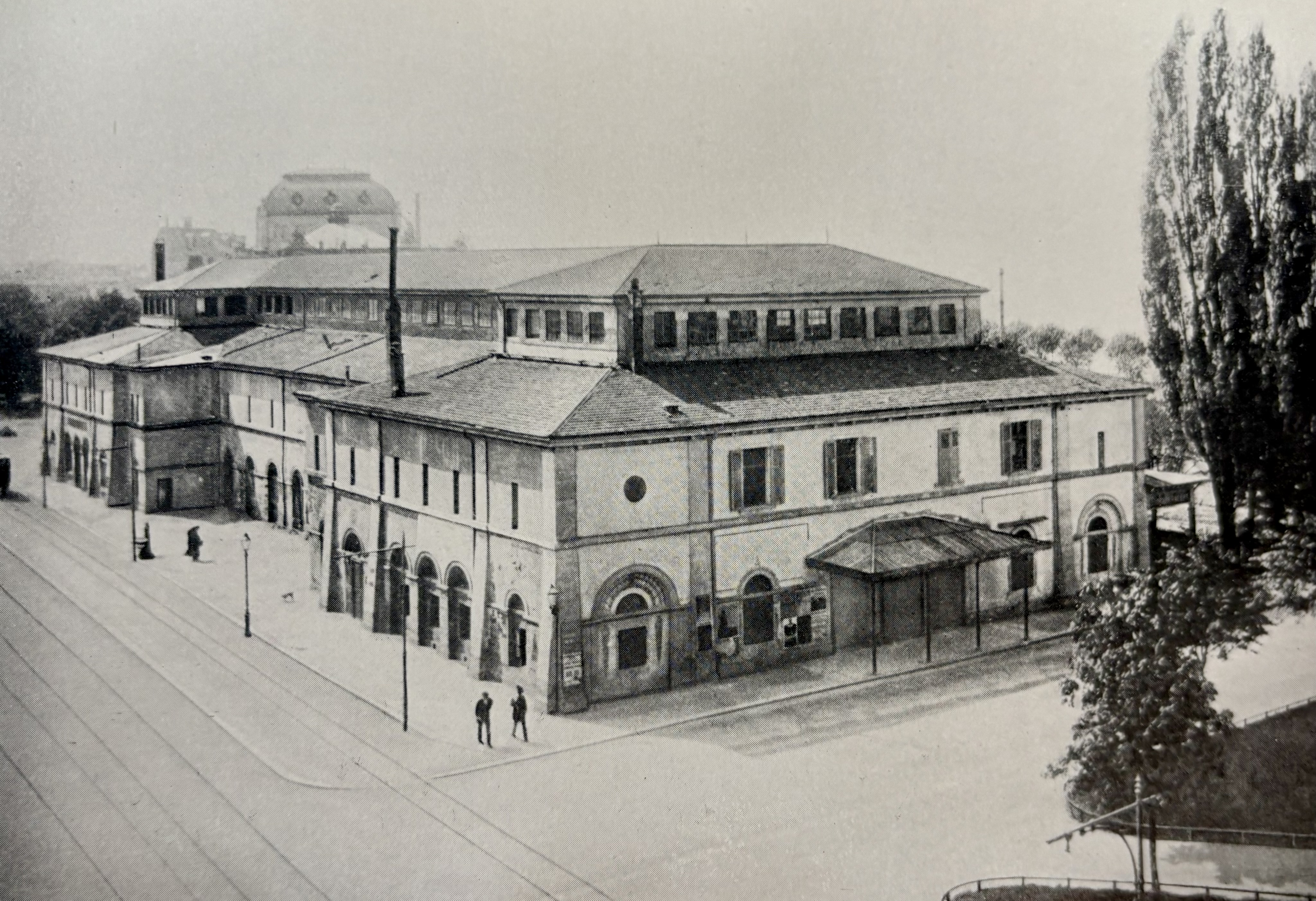
Alte Tonhalle beim Bellevue auf dem heutigen Sechseläutenplatz: provisorischer Ausstellungsort der Zürcher Künstlergesellschaft, 1895

Ein kleiner Kreis von Künstlern und Kunstliebhabern gründete 1787 die Zürcher Künstlergesellschaft. 1847 wurde das «Künstlergütli» als erstes «Kunsthaus» der Stadt Zürich eingeweiht. Da sich dieses für Ausstellungen wenig eignete, fanden provisorische Ausstellungen in der alten Tonhalle, der alten Börse und im Künstlerhaus statt, einem Billigbau an der Ecke Tal- und Börsenstrasse, der 1895 von einem neu gegründeten Verein für bildende Künste Künstlerhaus erstellt worden war. Im Sommer 1896 fusionierten die Zürcher Künstlergesellschaft und der junge Verein Künstlerhaus zum Verein Zürcher Kunstgesellschaft.
Das Kunsthaus von Karl Moser am Heimplatz, wo dieses seinen definitiven Standort gefunden hatte, konnte die Zürcher Kunstgesellschaft am 17. April 1910 einweihen.
Am 29. Mai 1953 schloss die Stadt Zürich mit der Zürcher Kunstgesellschaft einen Vertrag «über die Errichtung einer Stiftung zur Verwaltung des Kunsthauses [Alt- und Neubau] und die sich daraus ergebenden gegenseitigen Verpflichtungen.» Die Zürcher Kunstgesellschaft musste spätestens innert einem Jahr ihre Statuten anpassen. 1954 wurde die Stiftung Zürcher Kunsthaus gegründet. Sie ist seitdem Eigentümerin der Liegenschaften des Kunsthauses und vermietet diese kostenlos an die Zürcher Kunstgesellschaft. Ende der 1980er-Jahre verpflichtete sich die Stadt Zürich, die Zürcher Kunstgesellschaft kalenderjährlich mit 5 Millionen Schweizer Franken zu unterstützen.

## Zweck
Die Zürcher Kunstgesellschaft betreibt das Museum und ist Eigentümerin der Kunstsammlung. «Die Hauptaktivitäten der Zürcher Kunstgesellschaft liegen in der Sammlungs-, Bewahrungs-, Forschungs-, Ausstellungs- und Vermittlungstätigkeit. Der virtuelle Raum wird aktiv genutzt, um den Dialog mit dem Publikum zu fördern und die Reichweite des Kunsthauses zu vergrössern.»
Der Trägerverein ist offen für alle, hat mehr als 24'000 Mitglieder (Stand 2024) und zählt zu den grössten Kunstvereinen Europas. Im Vorstand sind Private und die öffentliche Hand vertreten; dieser wählt die Direktion des Kunsthauses.

## Vorstand
Laut § 18 der Statuten besteht der Vorstand des Vereins aus insgesamt elf Mitgliedern: dem Präsidenten und drei Mitgliedern, die durch die Generalversammlung gewählt werden, einem Mitglied, das von der Vereinigung Zürcher Kunstfreunde abberufen wird, sowie sechs Mitgliedern der öffentlichen Hand. Gemäss Artikel 17.1 des Subventionsvertrags mit der Stadt Zürich, sind diese und der Kanton Zürich berechtigt, die Mehrheit von den elf Mitgliedern des Vorstands abzuordnen.

### Zusammensetzung
Stand 2024
Von der Zürcher Kunstgesellschaft gewählt
- Philipp M. Hildebrand, Präsident
- Conrad M. Ulrich, Vizepräsident und Finanzvorstand
- Uli Sigg, Kunstsammler
- Ben Weinberg

Vom Stadtrat gewählt
- Corine Mauch, Stadtpräsidentin Zürich
- Murielle Perritaz, Co-Direktorin Kultur Stadt Zürich
- Latefa Wiersch, bildende Künstlerin
- Eléonore Bernard, Vertreterin des Personals

Vom Regierungsrat gewählt
- Hedy Graber, Managerin
- Seraina Rohrer, Leiterin Fachstelle Kultur, Kanton Zürich

Vertreterin der Vereinigung Zürcher Kunstfreunde
- Gitti Hug, deren Präsidentin, Rechtsanwältin

## Präsidentenhistorie
| Zeitraum       | Präsident            |
| -------------- | -------------------- |
| 1903–1916      | Paul Uhlrich         |
| 1916–1922      | Gottlieb Schärtlin   |
| 1922–1940      | Alfred Jöhr          |
| 1940–1960      | Franz Meyer          |
| 1960–1975      | Alfred Schaefer      |
| 1975–1987      | Carlo von Castelberg |
| 1987–2002      | Thomas Bechtler      |
| 2002–2021      | Walter Kielholz      |
| 2021           | Anne Keller Dubach   |
| seit Juli 2022 | Philipp Hildebrand   |